# Numa Andoire
Numa Andoire (Coursegoules, 19 de març de 1908 - Antíbol, 2 de gener de 1994) fou un futbolista francès de la dècada de 1930.
Formà part de la selecció francesa que participà en el Mundial de 1930, però no arribà a debutar-hi. Pel que fa a clubs, defensà els colors de Olympique Antibes, OGC Nice, Red Star Olympique, AS Cannes, FC Nancy, Toulouse FC i Olympique Antibes novament.
Un cop retirat exercí d'entrenador als clubs Olympique Antibes, i OGC Nice.

## Palmarès
- Campionat francès de futbol:
  - 1950-51, 1951-52
- Copa francesa de futbol:
  - 1952